# Anthony Ashley-Cooper (10e comte de Shaftesbury)
 (décembre 2018).
Pour les articles homonymes, voir Anthony Ashley-Cooper, Ashley et Cooper.
Anthony Ashley-Cooper (22 mai 1938 – novembre 2004), 10e comte de Shaftesbury, était un aristocrate britannique. Porté disparu en France le 4 novembre 2004, il a été tué par son beau-frère pendant une altercation qui concernait le divorce avec sa femme, Jamila Ben M'Barek (en), une ancienne escort girl.

## Biographie
Il hérite du titre de comte de Shaftesbury en 1961 de son grand-père, le 9e comte, son père, lord Ashley, étant mort en 1947. Il détenait également les titres subsidiaires de baron Ashley et de baron Cooper. La mère du comte, Françoise Soulier, d'origine française, était la seconde femme de son père.
Lord Shaftesbury a étudié à Eton puis à Oxford et avait des résidences à Hove, dans la Cité de Londres, sur la Côte d'Azur, ainsi qu'à Versailles. Bien que membre de la Chambre des lords jusqu'à la promulgation de la House of Lords Act 1999 (loi sur la Chambre des lords), il y était rarement présent. Il a tenu son discours inaugural (maiden speech) en 1999.
Déçu de ses deux précédents mariages, il veut changer de vie. Il renonce à sa charge de Lord au profit de son fils. En 1999, la mort de sa mère d'un cancer foudroyant le fait sombrer dans la dépression. Il se retire sur la Côte d'Azur, où il intègre ce que l'on appelle la jet set, fréquentant les bars à hôtesses. Il y noie son chagrin dans l'alcool et se montre très généreux avec les personnes qui lui apportent un peu de réconfort.
Il cherche une nouvelle épouse, car il souhaite avoir à nouveau un enfant : la fille qu'il n'a pas encore eue. C'est lors de ces fréquentations avec des escorts girls qu'il rencontre en 2002 une call-girl d'origine tuniso-marocaine, issue d'une famille modeste, Jamila M'Barek (née en 1961), qu'il épouse rapidement à Hilversum aux Pays-Bas. Elle a prétendu être enceinte de lui. Il lui achète un appartement à Cannes, lui lègue un moulin dans le Gers et il lui verse une confortable rente mensuelle, entre 7 et 10 000 euros. Le comte réalise alors que sa nouvelle femme lui a menti (elle n'attend pas d'enfant de lui) et qu'elle ne l'a épousé que par intérêt financier. Il retombe alors dans la dépression et recommence ses virées nocturnes dans l'alcool et les rencontres éphémères tarifées. Le couple se déchire rapidement.
Anthony rencontre alors dans un bar de Nice la serveuse, Nadia Orch, mère de trois enfants. Il veut refaire sa vie avec elle, car il ressent qu'elle l'aime sincèrement. Surtout que Nadia lui annonce qu'elle pense être enceinte de lui. Le comte entame donc une procédure de divorce à l'amiable, faisant ainsi craindre à Jamila de perdre son train de vie et les bénéfices de l'important héritage qui devenait caduc en cas de rupture du mariage, d'autant que celle-ci entretenait financièrement son frère Mohamed, alors simple salarié vivant à Munich en Allemagne, ouvrier le jour, voiturier la nuit, divorcé, père de deux enfants.
Si Jamila refuse le divorce à l'amiable, il la menace d'engager une action en révocation de donation pour cause d'ingratitude, si bien que son épouse accepte, outre ses précédents dons immobiliers, de 300 000 à 400 000 euros, comme solde de tout compte.

## Mariages et enfants
Le comte a été marié trois fois :
- en 1966, il épouse Bianca Maria de Paolis, fille de Gino de Paolis, dont il divorce en 1976.
- En 1976, il épouse Christina Eva Montan, fille de l'ancien ambassadeur Nils Montan, avec qui il a deux fils :
  - Anthony Nils Christian Ashley-Cooper (11e comte de Shaftesbury) (en) (1977-2005).
  - Nicholas Edmund Anthony Ashley-Cooper (12e comte de Shaftesbury) (né le 3 juin 1979).
- En 2002, aux Pays-Bas, il épouse Jamila Ben M'Barek, ancienne call girl née à Lens, de parents tuniso-marocains.

## Affaire M'Barek

### L’enquête
Le comte de Shaftesbury disparaît à Cannes le 6 novembre 2004. Le 6 avril 2005, sur les indications de Mohamed, frère de Jamila, le corps du comte est retrouvé, à l'état de squelette, dans une décharge sauvage au fond d'un ravin à Théoule-sur-Mer, dans les Alpes-Maritimes. La géolocalisation du portable de Jamila suggère qu'elle a repéré ce lieu la veille de la disparition du comte. Ceci accréditera la thèse de la préméditation et donc de l'assassinat.
L'enquête de police conclut à une mort par étranglement et à un crime crapuleux sur fond d'héritage. Selon les versions des accusés, Mohamed aurait tué le comte lors d'un « accident, une petite bagarre » dans l'appartement cannois de Jamila le 5 novembre 2004.

### Procès et condamnations
Mohamed M'Barek est jugé pour assassinat et sa sœur Jamila pour complicité d'assassinat. Le procès devant la cour d'assises de Nice débute le 22 mai 2007,,,.
Le 25 mai 2007, ils sont tous les deux condamnés pour meurtre à vingt-cinq ans de réclusion criminelle,,,,,,,. Mohamed M'Barek est également condamné à une interdiction définitive du territoire français,. Seule Jamila M'Barek fait appel de cette décision, son frère s'étant finalement désisté.
Le 4 février 2009, le procès en appel de Jamila M'Barek débute à la cour d'appel d'Aix-en-Provence,,,,.
Le 12 février 2009, elle est condamnée à vingt ans de réclusion criminelle,,.
Elle se pourvoit en cassation. Le 22 janvier 2010 la cour de cassation rejette son pourvoi,.

### Articles de presse
- « L'épouse du lord anglais accusée d'assassinat » Article publié le 3 janvier 2006 dans Le Parisien.
- « Assassiné pour son argent » Article publié le 22 mai 2007 dans La Dernière Heure.
- « La maîtresse de Shaftesbury évoque la naïveté du lord au procès » Article publié le 23 mai 2007 dans Le Point.
- « Lord Shaftesbury » Article d'Éric Deffet publié le 24 mai 2007 dans Le Soir.
- « Shaftesbury, lord à la dérive dans un monde de brutes » Article de Didier Arnaud publié le 26 mai 2007 dans Libération.

### Documentaires télévisés
- « Le Lord assassiné » en avril 2010 dans Faites entrer l'accusé présenté par Christophe Hondelatte sur France 2.
- « L'Affaire Shaftesbury, la mystérieuse disparition du Lord » le 6 octobre 2010 dans Enquêtes criminelles : le magazine des faits divers sur W9.
- « Le meurtre de monsieur le Comte » (deuxième reportage) dans « ... à Nice » le 3 juin 2013 dans Crimes sur NRJ 12.
- « L'héritage empoisonné d'un lord anglais » (premier reportage) dans « Les héritiers malheureux » le 11 juillet 2023 dans Héritages sur Chérie 25.

### Émission radiophonique
- « Jamila et le Lord » le 25 avril 2017 dans L'Heure du crime de Jacques Pradel sur RTL.
- « L'assassinat de Lord Shaftsbury : l'homme qui aimait trop les femmes » le 9 novembre 2020 dans L'Heure du crime de Jean-Alphonse Richard sur RTL.